# Passions juvéniles
Pour plus de détails, voir Fiche technique et Distribution.
Passions juvéniles (狂った果実, Kurutta kajitsu) est un film japonais réalisé par Kō Nakahira, sorti en 1956.
Le film est présenté hors-compétition au festival de Cannes en 1958 et bénéficie d'une sortie en salles relativement large à Paris et en province cette même année. Il est favorablement comparé par le critique François Truffaut au film Et Dieu… créa la femme, qu'il surpasse à tous points de vue selon ce dernier.

## Synopsis
Deux frères sont en compétition pour gagner les faveurs amoureuses d'une jeune femme, durant un été au bord de mer passé à jouer, naviguer et boire.

## Fiche technique
- Titre : Passions juvéniles
- Titre en anglais : Crazed Fruit (ou parfois Juvenile Jungle)
- Titre original : 狂った果実 (Kurutta kajitsu?)
- Réalisation : Kō Nakahira
- Scénario : Shintarō Ishihara
- Production : Takiko Mizunoe
- Musique : Masaru Satō et Tōru Takemitsu
- Photographie : Shigeyoshi Mine
- Montage : Masanori Tsujii
- Direction artistique : Takashi Matsuyama
- Pays de production :  Japon
- Langue originale : japonais
- Format : noir et blanc - 1,33:1 - son mono - 35 mm
- Genre : drame
- Durée : 86 minutes[3] (métrage : neuf bobines - 2 356 m[3])
- Dates de sortie :
  - Japon : 12 juillet 1956[3]
  - France : 9 avril 1958[4]
- Affiche : Constantin Belinsky (France)

## Distribution

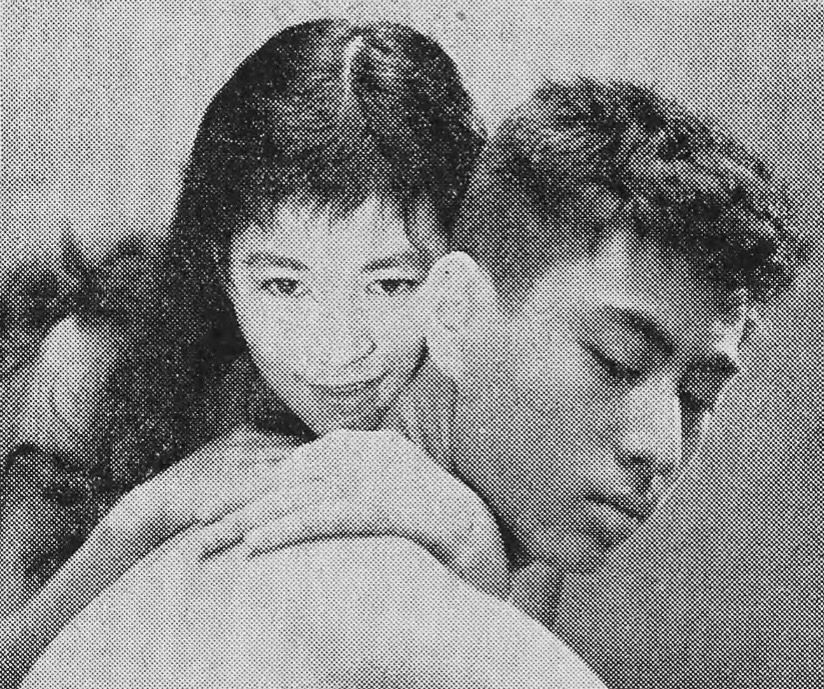
Scène du film avec Mie Kitahara et Masahiko Tsugawa.

- Yūjirō Ishihara : Natsuhisa Takishima
- Masahiko Tsugawa : Haruji Takishima
- Mie Kitahara : Eri
- Masumi Okada : Frank
- Harold Conway : le mari d'Eri
- Ayuko Fujishiro : la mère de Natsuhisa et Haruji
- Taizō Fukami : le père de Natsuhisa et Haruji